# Жалін (Люблінське воєводство)
Жалін (пол. Żalin) — село в Польщі, у гміні Руда Гута Холмського повіту Люблінського воєводства.
Населення — 297 осіб (2011).
У 1975-1998 роках село належало до Холмського воєводства.

## Демографія
Демографічна структура станом на 31 березня 2011 року:
|          | Загалом | Допрацездатний вік | Працездатний вік | Постпрацездатний вік |
| -------- | ------- | ------------------ | ---------------- | -------------------- |
| Чоловіки | 151     | 28                 | 108              | 15                   |
| Жінки    | 146     | 29                 | 75               | 42                   |
| Разом    | 297     | 57                 | 183              | 57                   |